# Pont medieval d'Alentorn
El Pont medieval d'Alentorn era un pont d'Artesa de Segre (Noguera) inclòs a l'Inventari del Patrimoni Arquitectònic de Catalunya.

## Descripció
Les restes de l'antic pont medieval sobre el riu Segre més amunt d'Artesa. Només es conserven algunes parts dels pilars que suportaven les voltes d'arcs rebaixats. Aquests pilars s'adapten al sentit del riu amb esperó per tallar l'aigua, tant a la part superior com a l'oposada. Estava construït amb murs de filades de carreus de pedra i formigó amb roques i carreus i terra amb calç a l'interior.

## Història
Fou destruït a la Primera Guerra Carlina i reconstruït després uns cent metres més amunt, donant pas a la carreters d'Artesa a Vilanova de Meià i creant el nou llogaret del Pont d'Alentorn.